# Kneževina Bugarska
Kneževina Bugarska (bugarski: Княжество България) bila je samoupravni entitet, s osmanskim sultanom kao vrhovnim suverenom. Nastala je kao rezultat dogovora velikih sila na Berlinskom kongresu u lipnju 1878. Po prvotnom mirovnom sporazumu iz San Stefana između Ruskog Carstva i Visoke porte od 3. ožujka 1878., teritorij Kneževine je trebao biti znatno veći, njime bi praktički svi etnički Bugari na Balkanu bili obuhvaćeni, protezala bi se duž obala dvaju mora; Crnog i Egejskog. Međutim zbog bojazni Velike Britanije (a i drugih tadašnjih velikih sila), da bi osnutak toliko velike države pod ruskim utjecajem, mogao ugroziti britanske interese na Sredozemlju do ostvarenja te ideje nije došlo, već je održan novi mirovni dogovor u Berlinu. Berlinskim kongresom je osnovana i Istočna Rumelija, kao autonomna pokrajina unutar Osmanskog carstva, tik uz južne granice Bugarske. No već 1885. godine i ona je ušla u sastav Kneževine Bugarske.
Kneževina Bugarska bila je de facto neovisna državaali je i formalno proglasila svoju neovisnost 22. rujna 1908. Istovremeno je prestala biti kneževina i postala je monarhija.

## Pozadina događaja
Bugarska je izgubila svoju nezavisnost 1396. nakon sloma Drugog Bugarskog carstva i okupacije zemlje od Osmanlija. Time je bugarska državnost prekinuta za gotovo pet stoljeća. Bugarski narodni preporod u 19. stoljeću bio je prvi korak u obnovi bugarske državnosti. Brojni revolucionarni pokreti i ustanci protiv Turaka u 19. stoljeću, konačno su kulminirali Ustankom u travnju, 1876. Ustanak je bio okidač za Rusko-turski rat 1877. – 1878. koji je pomogao ponovnoj uspostavi bugarske države 1878. godine.

## Berlinski kongres
Mirovni ugovor iz San Stefana od 3. ožujka 1878. predvidio je osnutak nove bugarske države, koju bi tvorile povijesne zemljopisne regije Mezija, Trakija i Makedonija. Taj dan Bugari slave kao nacionalni praznik.
Bojeći se osnutka tako velikog ruskog satelita na Balkanu, ostale velike sile (Austro-Ugarska, Njemačka, Francuska i Velika Britanija) nisu bile voljne dati svoj pristanak na taj sporazum. Zbog toga je utanačen Berlinski kongres (1878), na kojem su glavnu riječ vodili njemački car Otto von Bismarck i britanski premijer Benjamin Disraeli.
Tako je nastala Kneževina Bugarska, na teritoriju između Dunava i planine Balkan uključujući i regiju uz grad Sofiju, s prvotnim glavnim gradom u staroj prijestolnici Bugarske Velikom Trnovu. Kneževina je trebala biti pod nominalnim suverenitetom Osmanskog carstva, ali bi kneza birala skupština bugarskih uglednika a odobrile velike sile. Velike sile su uz to inzistirale da budući knez nipošto nesmije biti Rus, na kraju je nađeno kompromisno rješenje izborom njemačkog princa Alexandera Josepha von Battenberga, koji je bio i nećak ruskog cara Aleksandar II. Južno od planine Balkan oformljena je Istočna Rumelija, autonomna pokrajina u sastavu Osmanskog carstva, dok je Makedonija vraćena pod sultanov suverenitet.

## Ujedinjenje s Istočnom Rumelijom
Bugari su vrlo brzo usvojili za ono vrijeme progresivne europske demokratske institucije (ustav, parlament, stranke). Na vlast je došla Liberalna stranka na čelu sa Stefanom Stambolovim. Knez Aleksandar I. se ispočetka trvio s liberalima ali se kasnije izmirio s njima i davao im potporu. Podržao je i ujedinjenje Bugarske i Istočne Rumelije, koje je izvedeno udarom u Plovdivu u rujnu 1885. Velike sile nisu intervenirale zbog nesuglasica između njih. Ubrzo nakon toga, Srbija je objavila rat Bugarskoj u nadi da će joj uspjeti uzeti nešto od teritorija. Bugari su se međutim vrlo dobro branili i uspjeli poraziti srpsku vojsku u Bitci kod Slivnice i odbaciti je natrag u Srbiju. 
U kolovozu 1886. uz potporu ruske diplomacije izvršen je vojni državni udar, knez Aleksandar I. morao je abdicirati i prognan je u Rusiju. Stambolov međutim nije sjedio skrštenih ruku, vrlo brzo uspio je povratiti vlast, te su nakon toga sudionici državnog udara bili su prisiljeni pobjeći iz zemlje. Stambolov je vratio Kneza Aleksandra I. iz izgnanstva na vlast, ali je zbog velikog ruskog protivljenja knez bio ponovno prisiljen na abdikaciju. Tako su u srpnju 1887. Bugari izabrali Ferdinanda Maximiliana Karla Leopolda von Saxe-Coburg-Gotha kao svojeg novog kneza. Ferdinand I. je bio "austrijski izbor", te su Rusi odbili da ga priznaju. Ferdinand u početku prilično dobro dijelio vlast s premijerom Stambolovim, ali se od 1894. njihov odnos pogoršao, te je Stambolov bio primoran dati ostavku, nakon toga je ubijen u atentatu izvršenom na njega u srpnju 1895. Ferdinand I. se tada odlučio primiriti s Rusijom, a to je značio povratak u konzervativnu politiku.

## Promaknuće do kraljevine i potpuna neovisnost
Ferdinand I. iskoristio je tadašnju pomutnju među velikim silama i 5. listopada 1908. u Crkvi sv. Četrdeset mučenika (Св. Четиридесет мъченици) u Velikom Trnovu - proglasio potpunu neovisnost, a sebe proglasio carem .

## Pogledajte i ovo
- Povijest Bugarske

## Vanjske poveznice
- Vladari Bugarske